# Червоне (селище)
Черво́не — селище в Україні, центр Червоненської селищної територіальної громади Бердичівського району Житомирської області.
На честь селища названа мала планета № 199986 у Сонячній системі.

## Географія
Через селище тече річка Горбатка, права притока Пустохи.

## Легенда про походження назви
Колись на Україну нападали татарські орди, багато сліз і крові пролилося, відбулася велика січа, і коли ясний місяць освітив поле бою, то все було у вогненному кольорі. З того часу й називають Червоне — Червоним.[джерело?]

## Історичні відомості

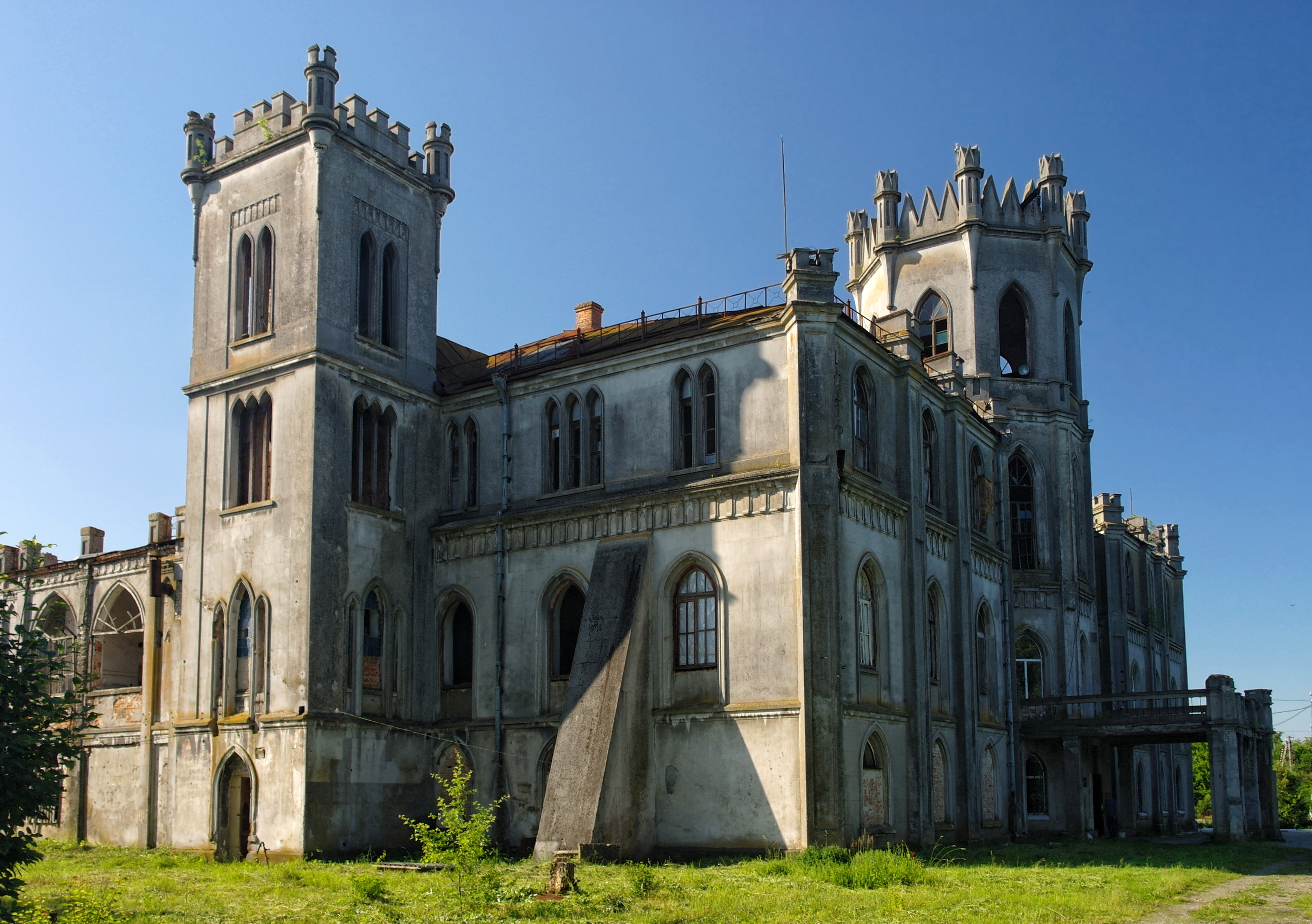
Червоне, палац Грохольських-Терещенків

Відповідно до Актів Любельського трибуналу за 1624 рік новоосаджене містечко Червоне згадується при розгляді тяжби про видання збіглих підданих за позовом Павла Кшиштофа Синюти з Ляховець до Остафія Тишкевича з Логойська. В акті записів Червоне згадується із 1737 року з нагоди арешту в селах Білопілля та Кашперівки, коли було вбито міщанина Феніаміна Третяка.
З другої половини XVIII ст. містечко стало власністю графської родини Грохольських. Відома датована 1808 р. печатка Червонського маєтку з зображенням переплетених латинських літер "J. G." — вензеля тогочасного власника Червоного, графа Яна-Непомуцена Грохольського — і написом польською мовою: "1808: KLUCZ CZERWONSKI".
Станом на 1885 рік у колишньому власницькому містечку Солотвинської волості Житомирського повіту Волинської губернії мешкало 744 особи, 89 дворових господарств, існували православна церква, єврейський молитовний будинок, школа, постоялий будинок, відбувались базари по неділях.
За переписом 1897 року кількість мешканців зросла до 2638 осіб (1327 чоловічої статі та 1311 — жіночої), з них 1703 — православної віри, 711 — юдейської віри.
Своєму розвитку у середині ХІХ – на початку ХХ століть Червоне завдячує відомій родині Терещенків, які мали там свій палац, цукровий завод, займалися літакобудуванням і розвивали місцеву інфраструктуру, тим самим давали населеню робочі місця та чималі заробітки, а тому місцевість була досить населена. При містечку Червоному для дітей майстрових і інших осіб, а також місцевих селян на коошти власників маєтку було влаштовано двокласне народне училище. Для надання медичної допомоги робітникам, службовцям та селянам навколишніх сіл, при маєтку була розташована лікарня на 30 ліжок, де постійно працював лікар, фельдшер і акушерка, які за рік стаціонарно лікували близько 300 хворих.
У 1909 році в Червоному Федором Терещенком було збудовано авіазавод. На ньому було випущено кілька літаків власної конструкції.
Статус селища міського типу Червоне має з 1938 року.
26 січня 2024 року, відповідно до Закону України «Про порядок вирішення окремих питань адміністративно-територіального устрою України» від 28 липня 2023 року, віднесене до категорії селищ.

## Господарство
Важливою сторінкою селища було літакобудування, адже у 1910 році в Червоному була відкрита авіамайстерня. Харчова промисловість: цукроварня, спиртовий, сироробний заводи. Свого часу було відоме вузькоколійною залізницею, яка була побудована для потреб цукрового заводу у Червоному і пов'язувала селище з залізничною магістраллю Київ — Козятин. Нині колія знята, а найближча залізнична станція розташована у місті Андрушівці.
У 2018 році у селі запрацювала сонячна електростанція. Десятки рядів сонячних панелей розміщені на ділянці площею у 10 гектарів.

## Динаміка населення
За даними перепису населення СРСР 1939 року кількість населення становила 4 058 осіб, з них українців — 3 363, росіян — 101, німців — 46, євреїв — 411, поляків — 107, інших — 30.
- 4 500 меш. (1966)
- 2 974 меш. (2001)
- 2 811 меш. (2007)

## Туристичні об'єкти
- Палац Грохольських-Терещенків (нині в ньому Свято-Різдва Христового Червінський жіночий монастир);
- Червоненський парк — парк-пам'ятка садово-паркового мистецтва.
- Краєзнавчий музей, діючий при Червоненській ЗОШ І-ІІІ ст.
- Краєзнавчий музей, діючий при Червоненському цукровому комбінаті.
- Свято-Миколаївська церква.

## Відомі особи
- Коренівський Віктор Анатолійович (1981—2015) — солдат Збройних Сил України, учасник російсько-української війни.
- Кримчук Григорій Павлович (1937-27.06.2025) — український письменник та журналіст.
- Шинкарук Володимир Федорович (1954—2014) — український науковець, поет, прозаїк, композитор, бард-виконавець.
- Цимбаліст Віктор Петрович +1931—1998) — видатний український актор.
- Бородій Борис Федорович  (1951- 2012) - видатний актор Житомирського театру ім. Івана Кочерги
- Павловський Володимир Хомич (1929 - наші дні) - відомий український інженер-будівельник.
- Надуда Олександр Володимирович (1961 - наші дні) - багаторазовий Чемпіон України та призер Радянського Союзу з бігу.